# Красная Горка (Большесолдатский район)
Красная Горка — село в Большесолдатском районе Курской области. Входит в Любимовский сельсовет.

## География
Село находится на реке Реут недалеко от границы Большесолдатского и Курчатовского районов, в 46 километрах к юго-западу от Курска, в 22 километрах к северо-западу от районного центра — села Большое Солдатское, в 2 км от центра сельсовета – Любимовка.
Климат
Красная Горка, как и весь район, расположена в поясе умеренно континентального климата с тёплым летом и относительно тёплой зимой (Dfb в классификации Кёппена).

## Население
| 2002 | 2010 |
| ---- | ---- |
| 35   | ↘17  |

## Транспорт
Красная Горка находится в 7,5 км от автодороги регионального значения 38К-004 (Дьяконово — Суджа — граница с Украиной), на автодороге межмуниципального значения 38Н-457 (Любимовка – Долгий), в 14 км от ближайшей ж/д станции Блохино (линия Льгов I — Курск).